# 아미르 아리슨

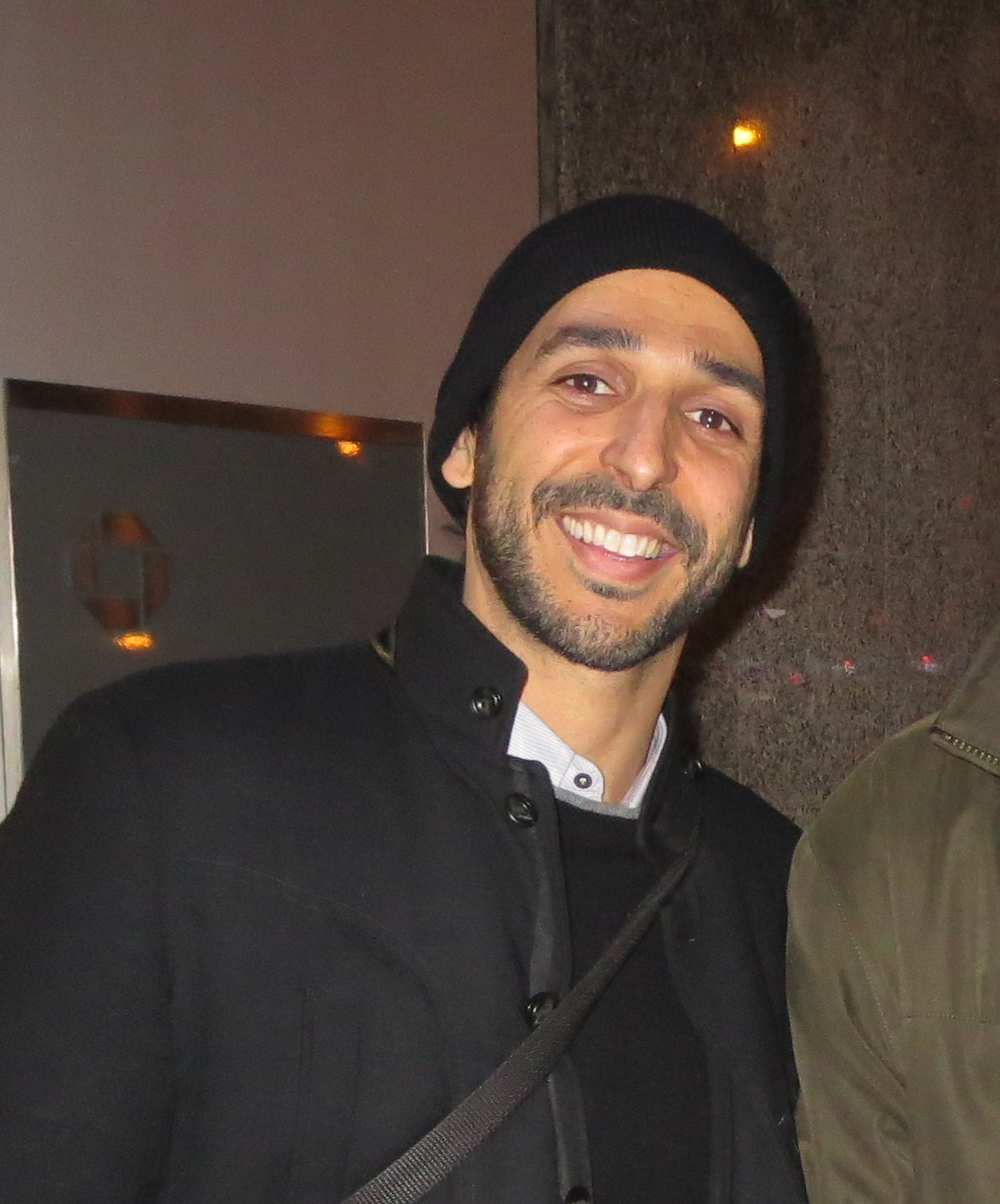

어미어 애리슨(Amir Arison, 영어 발음: /əˈmɪər/, 1978년 3월 24일 ~ )은 미국의 배우이다.
세인트루이스에서 태어났다.

## 출연 작품
- 20 윅스 (2017년)
- 제인 원츠 어 보이프렌드 (2014년) - 롭 역
- A Merry Friggin' Christmas (2014)
- 뱀프스 (2012년) - 데릭 역
- 투데이스 스페셜 (2009년)
- 헤이트 발렌타인데이 (2009년) - 밥 역
- 데이 제로 (2007년)
- 아나모프 (2007년)
- 비지터 (2007년) - 미스터 샤 역

### 텔레비전
- 애즈 더 월드 턴즈 (2008)
- 로앤오더: 성범죄 전담반 (2009-11)
- 블랙리스트 (2013-23)